# タルヴィージオ
タルヴィージオ（伊: Tarvisio）は、イタリア共和国フリウリ＝ヴェネツィア・ジュリア州ウーディネ県にある、人口約7,200人の基礎自治体（コムーネ）。タルビジオなどとも表記される。

## 名称
標準イタリア語以外では以下の名称を持つ。
- フリウリ語: Tarvis
- スロベニア語: Trbiž in
- ドイツ語: Tarvis

## 地理

### 位置・広がり
ウーディネ県北東部に位置するコムーネで、オーストリア、スロベニアと国境を接する。

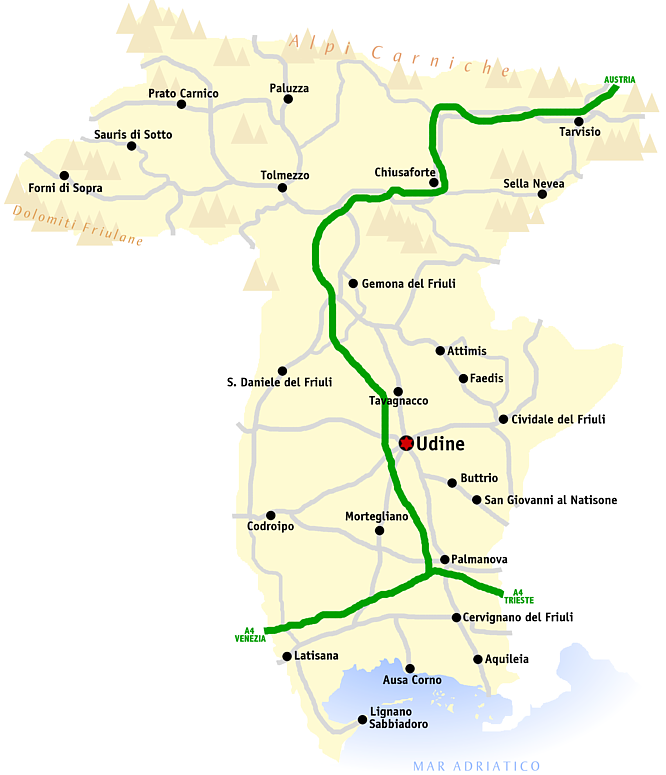
ウーディネ県概略図

#### 隣接コムーネ
隣接するコムーネは以下の通り。括弧内のATはオーストリア領（AT-2はケルンテン州)、SLOはスロベニア領を示す。
- アルノルトシュタイン （ドイツ語版） (AT-2)
- キウザフォルテ
- ホーエントゥルン（ドイツ語版） (AT-2)
- クランスカ・ゴーラ (SLO)
- マルボルゲット・ヴァルブルーナ
- ボヴェツ (SLO)

### 気候分類・地震分類
タルヴィージオにおけるイタリアの気候分類 (it) および度日は、zona F, 3959 GGである。
また、イタリアの地震リスク階級 (it) では、zona 3 (sismicità bassa) に分類される。

## 行政

### 分離集落
タルヴィージオには、以下の分離集落（フラツィオーネ）がある。
- Camporosso, Cave del Predil, Coccau, Colazzo, Fusine in Valromana, Fusine Laghi, Monte Lussari, Rutte Grande, Rutte Piccolo, Sant'Antonio

## スポーツ
2003年1月16日から26日の期間で、ユニバーシアード冬季大会が開催された。荒川静香は同大会のフィギュアスケート女子シングル部門で優勝した。